# 創見資訊

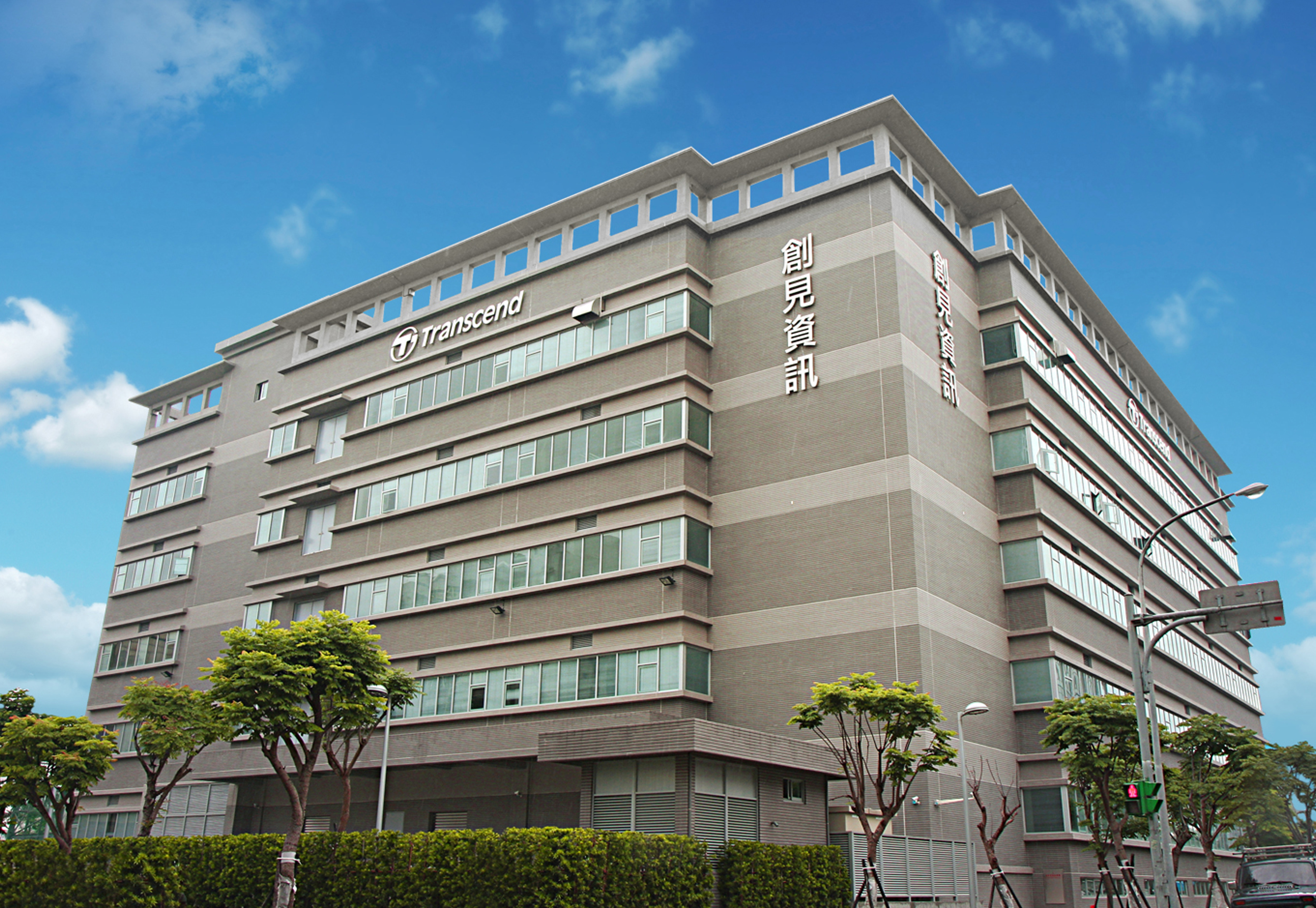
創見資訊內湖廠

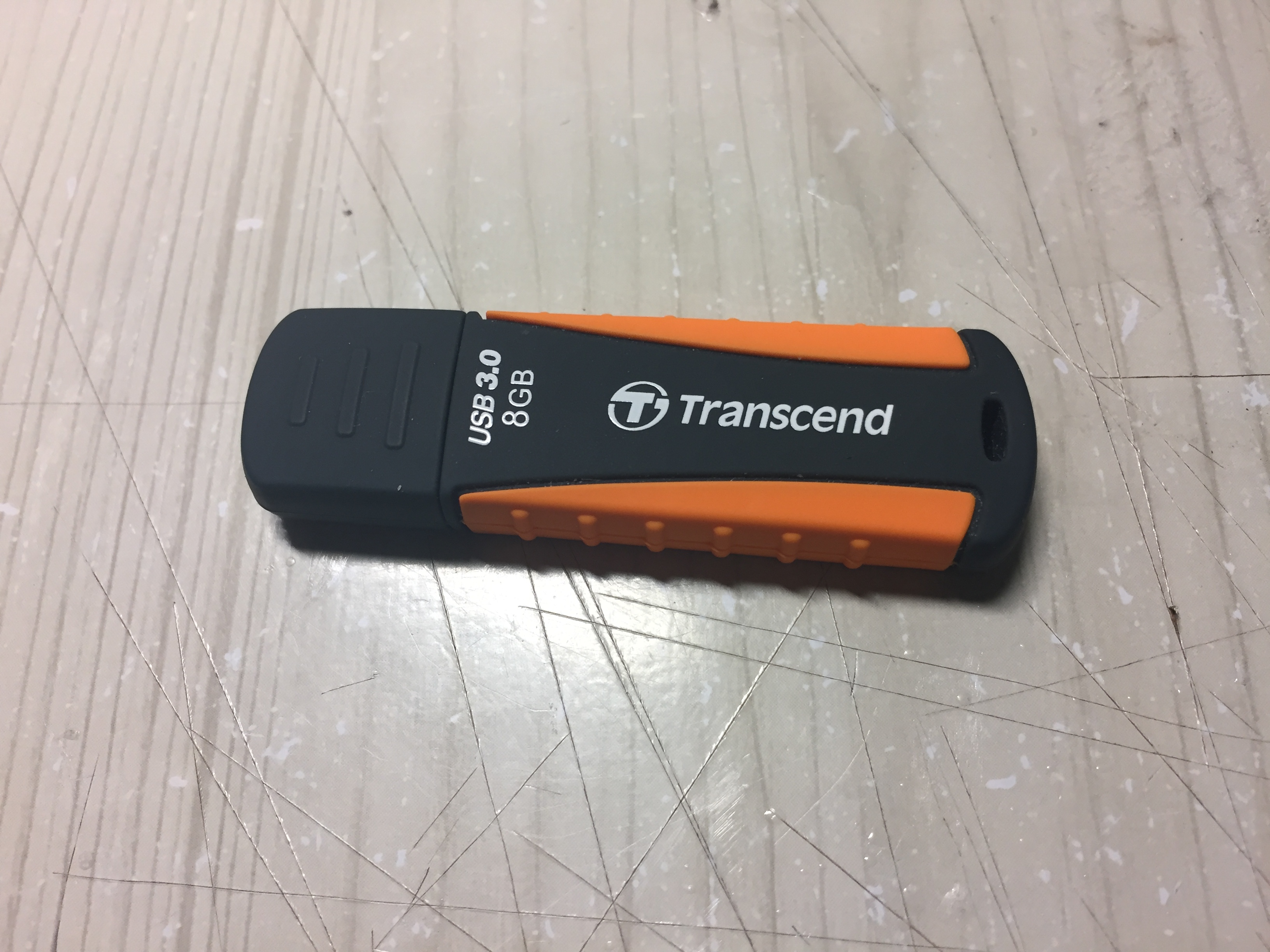
Transcend USB flash drives

創見資訊股份有限公司（Transcend Information, Inc.）是一家高科技跨國公司，由束崇萬於1989年創辦，總部位於臺灣台北市，以自有品牌「Transcend」在全球140餘國進行銷售業務，提供消費性電子與嵌入式解決方案。創見的產品線包含各式記憶體模組、記憶卡、讀卡機、隨身碟、數位音訊播放器、外接式硬碟、固態硬碟、蘋果升級方案、行車紀錄器、穿戴式攝影機、個人雲端儲存裝置及工業用產品與其他週邊產品。
創見資訊目前擁有美國、德國、荷蘭、日本、英國、韓國、中國及香港共12個海外子公司，全球員工合計超過2000人。創見資訊是首家獲得ISO 9001認證的台灣記憶體模組製造商，亦是全球首家為所有記憶體模組產品提供終身保固的公司。
在Gartner2013年全球隨身碟市佔率排名中，創見名列第三名，創見記憶卡的市佔率則是位於全球前五名；2015年全球工業用固態硬碟市占率排名中，創見位居第四名。自從2007年以來，創見連續10年在國際知名品牌顧問公司Interbrand所舉辦的「2016台灣國際品牌價值調查」中獲得台灣前20大國際品牌的肯定，品牌價值最高達2.4億美金。

## 歷史
創見資訊創辦人束崇萬原在惠普擔任韌體工程師。1989年夏天，束崇萬帶著一位工程師成立創見資訊，由研製雷射印表機中文驅動程式等利基產品開始，之後因看好印表機中的特殊型記憶體模組有豐厚利潤，創見資訊著手研發記憶體模組。後投入研發經費與人力，建立了完整的產品線，主要產品類型為各式記憶體、記憶卡、隨身碟、外接式硬碟、固態硬碟、蘋果升級方案、行車紀錄器、穿戴式攝影機、個人雲端儲存裝置、多媒體產品與工業用產品，超過2000種產品。以少量多樣的利基市場加上自有品牌「Transcend」的形象，創見成為台灣唯一的特殊型記憶卡製造商，並躋身全球前三大。
為了拓展國際市場，1990年創見資訊美國洛杉磯創立第一個海外子公司，作為拓展美洲市場的據點。而後，創見陸續在德國漢堡市（1992年）、荷蘭鹿特丹（1996年）、日本（1997年）、香港（2000年）、英國（2005年）、美國東岸馬里蘭州（2005年）、韓國首爾（2008年）、美國邁阿密（2011年）與美國矽谷（2013年）成立子公司，另在中國北京（2000年）、上海（2001年）、深圳（2005年）及各國主要城市陸續成立行銷據點。

## 產品線
經過四分之一個世紀的發展，創見目前擁有12條完整產品線。這個成果，仰賴堅強的研發團隊、高效率的生產線，以及優異的庫存管理系統，使得創見能同時維持原物料與成品的最適庫存量，並降低原料漲跌所帶來的營運風險。而完整產品線所帶來的價值，便是能夠滿足客戶「一次購足」的需求，且在獲利能力上，比較不受單一產品(如PC)或各別市場的景氣興衰所影響，因而更加穩定。
12條產品線:
- 記憶卡

1. 卡類：SD/CF/microSD
2. 用途：數位相機/DSLR/行動裝置/攝錄影機

- 隨身碟

1. 行動儲存系列
2. USB 3.0系列
3. 時尚精品系列
4. 熱門經典系列
5. 無蓋系列
6. 運動風抗震系列
7. 長效耐久系列
8. 安全加密系列

- 外接式硬碟

1. 強悍抗震系列
2. 經典簡約系列
3. 桌上型3.5吋

- 固態硬碟(SSD, Solid State Drive)

1. 2.5吋系列
2. M.2介面系列
3. mSATA微型固態硬碟
4. 可攜式系列

- 讀卡機
- 行車記錄器
- 穿戴式攝影機
- 個人雲端儲存裝置
- 蘋果升級方案

1. iPhone, iPad, iPod 專用隨身碟系列
2. Mac電腦專用SSD升級套件組
3. MacBook Pro, MacBook Air 筆電專用擴充卡
4. Thunderbolt™系列外接式硬碟
5. Lightning接頭讀卡機

- 多媒體產品

1. 外接式DVD燒錄機
2. 音樂播放器

- 記憶體模組

1. 桌機專用
2. 筆電專用
3. 工作站/伺服器專用
4. 低電壓系列

- 嵌入式解決方案

1. Flash: SSD/CF/SD/MMC/eMMC/SATA Module/PATA Module/USB Module
2. DRAM: 寬溫/工作站/伺服器/標準/低電壓/Low Profile

## 外部連結
- 創見資訊股份有限公司
- 創見資訊的Facebook專頁
- 創見資訊的Instagram帳戶
- YouTube上的創見資訊頻道
- 創見全球網站 （页面存档备份，存于）
- 創見官方購物網 （页面存档备份，存于）
- 創見直營門市 （页面存档备份，存于）
- 創見正規授權通路 （页面存档备份，存于）
- 台灣公司資料 （页面存档备份，存于）